# Konkordanz (Archivwesen)
Konkordanz ist im Archivwesen eine sortierte Liste von (meist technischen, nicht inhaltlichen) Verweisen als Hilfsmittel zum Auffinden von Archivalien, meist im Anhang zu einem Repertorium.
In der Regel sind Konkordanzen zweispaltig aufgebaut und verweisen – im Gegensatz zu einem Index – beispielsweise von der Signatur auf die Ordnungsnummer (Position im Repertorium) oder von einer überholten auf die aktuelle Signatur.